# Hiëronymus Cogge
Hiëronymus Cogge (Ieper, 4 april 1676 - Brugge, 23 april 1743) was een Zuid-Nederlands kloosterling.

## Levensloop
Cogge behoorde tot een niet nader genoemde kloosterorde. Hij is bekend gebleven omdat hij een boekje publiceerde gewijd aan de Onbevlekte Ontvangenis van Maria en aan een Brugse broederschap die Maria vereerde.

## Publicatie
- De Waerheyd. Regels van het vermaerd Broederschap der Onbevlekte Ontvangenis van Maria,